# Rue Toussaint-Louverture
La rue Toussaint-Louverture est une voie située dans le 11e arrondissement de Paris, en France.